# Jason Segel
Jason Jordan Segel (* 18. ledna 1980 Los Angeles, Kalifornie) je americký filmový a televizní herec, scenárista a hudebník, známý svou spoluprací s producentem Judd Apatow v krátkých televizních sériích Freaks and Geeks a Undeclared, filmech Forgetting Sarah Marshall, Zbouchnutá a Kámoš k pohledání a také svou rolí Marshalla Eriksena v CBS sitcomu Jak jsem poznal vaši matku.

## Život
Narodil se v Los Angeles, ale přestěhoval se do Pacific Palisades (také v Kalifornii). Navštěvoval katolickou školu, ačkoliv zdědil po svém otci židovské vyznání. Po dokončení základní školy nastoupil a poté úspěšně dokončil střední školu Harvard-Westlake School, kde se svými 193 cm pomohl jako aktivní člen v chlapeckém basketbalovém týmu, doufaje, že se jednou stane hercem. Hrál v místním divadle Palisades Playhouse.

## Kariéra
Je znám z jeho „bláznivé“ (ang. Freak) role jako Nick Andopolis v krátkých drama komediích Freaks and Geeks, které vypráví o skupině detroitských středoškoláků v 80. letech. Segel také osobně napsal písničku pro svou postavu, Nicka, kterou zazpíval hlavní ženské postavě Linsay (Linda Cardellini) v jednom z dílu Freaks and Geeks. Ona a Segel se spolu vídali ještě několik let po skončení show. Šeptalo se, že se s ním rozešla jen kvůli 20 librám, později se ukázalo, že to byl ve skutečnosti pouze vtip.
Pravidelně se objevoval v seriálech Kriminálka Las Vegas jako Neil Jansen a v Undeclared jako Erik. Objevil se jako Marshall v CBS seriálu Jak jsem poznal vaši matku. Také jsem ho mohli vidět ve filmech Slackers, SLC Punk!, The Good Humor Man a Mrtvý na univerzitě. V roce 2007 se objevil ve filmu Zbouchnutá od producenta Judd Apatow, který režíroval Machři a šprti. Roku 2008 hrál ve filmu Kopačky, který režíroval opět Apatow, v roce 2009 se představil ve snímku Kámoš k pohledání.

## Filmografie

### Film

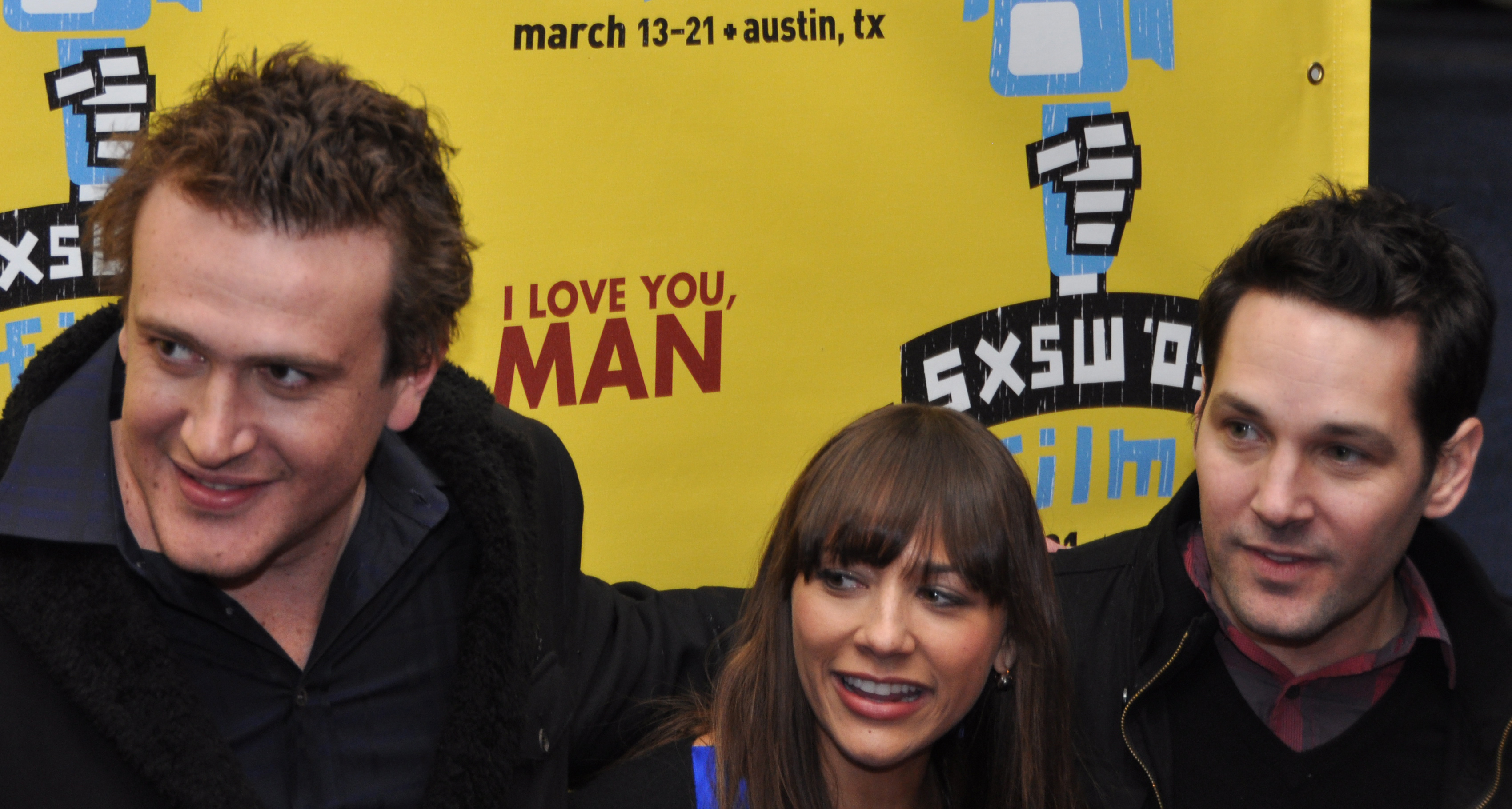
Segel spolu s Rashidou Jonesovou a Paulem Ruddem na premiéře filmu Kámoš k pohledání v březnu 2009

| Rok  | Film                      | Role                 | Dodatek        |
| ---- | ------------------------- | -------------------- | -------------- |
| 1998 | Can't Hardly Wait         | Matt                 |                |
| 1998 | Mrtvý na univerzitě       | Kyle                 |                |
| 1998 | SLC Punk!                 | Mike                 |                |
| 1999 | New Jersey Turnpikes      |                      |                |
| 2002 | Slackers                  | Sam Schechter        |                |
| 2003 | Zkurvená noc              | Leon                 |                |
| 2003 | Certainly Not a Fairytale | Leo                  |                |
| 2004 | LolliLove                 | Jason                |                |
| 2005 | The Good Humor Man        | Smelly Bob           |                |
| 2006 | Bye Bye Benjamin          | Theodore Everest     |                |
| 2007 | Zbouchnutá                | Jason                |                |
| 2008 | Kopačky                   | Peter Bretter        | hlavní role    |
| 2009 | Kámoš k pohledání         | Sydney Fife          |                |
| 2010 | Despicable me             | Vector (hlas)        |                |
| 2010 | Gulliverovy cesty (film)  | Horatio              |                |
| 2011 | Zkažená úča               | Russell Gettis       |                |
| 2014 | Sex Tape                  | Jay                  |                |
| 2015 | Konec šňůry               | David Foster Wallace |                |
| 2017 | The Discovery             | Will Harbor          |                |
| 2018 | Come Sunday               | Henry                |                |
| 2019 | Náš přítel                | Dane Faucheux        |                |
| 2022 | Nebe je všude             | Big Walker           |                |
| 2022 | Kapky                     | Nobody               | také producent |

### Televizní seriály
| Rok       | Název                      | Role                    |
| --------- | -------------------------- | ----------------------- |
| 1999–2000 | Freaks and Geeks           | Nick Andopolis          |
| 2001      | North Hollywood            | Leon                    |
| 2001–2002 | Undeclared                 | Eric                    |
| 2004      | Harry Green and Eugene     | Eugene Green            |
| 2004–2005 | Kriminálka Las Vegas       | Neil Jansen             |
| 2005      | Alias                      | Sam Hauser              |
| 2005–2014 | Jak jsem poznal vaši matku | Marshall Eriksen        |
| 2009      | Griffinovi                 | Marshall Eriksen (hlas) |
| 2011      | Saturday Night Live        | sám sebe                |
| 2020      | Dispatches from Elsewhere  | Peter                   |
| 2022      | Lakers: Vzestup dynastie   | Paul Westhead           |
| 2023      | Terapie pravdou            | Jimmy Laird             |